# Rumieniak czerwonawy

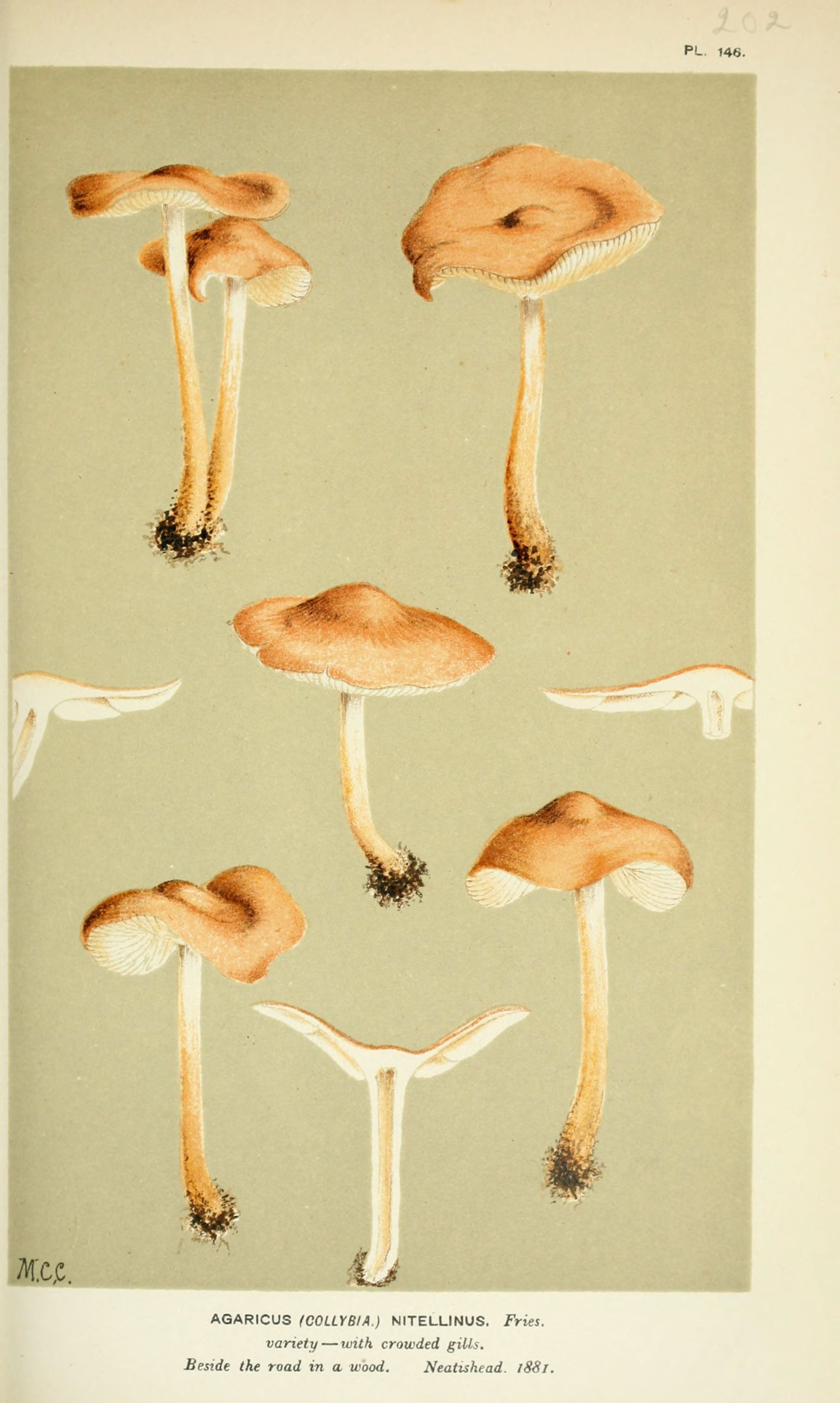

Rumieniak czerwonawy (Rhodophana nitellina (Fr.) Papetti) – gatunek grzybów należący do rodziny dzwonkówkowatych (Entolomataceae).

## Systematyka i nazewnictwo
Pozycja w klasyfikacji według Index Fungorum: Rhodophana, Entolomataceae, Agaricales, Agaricomycetidae, Agaricomycetes, Agaricomycotina, Basidiomycota, Fungi.
Po raz pierwszy takson ten zdiagnozował w 1838 r. Elias Fries nadając mu nazwę Agaricus nitellinus. Obecną, uznaną przez Index Fungorum nazwę nadał mu w 2014 r. Carlo Papetti przenosząc go do rodzaju Rhodophana.
Ma 16 synonimów. Niektóre z nich:
- Clitopilus nitellinus (Fr.) Noordel. & Co-David 2009
- Collybia nitellina (Fr.) Quél. 1875
- Rhodocybe nitellina (Fr.) Singer 1947
- Rhodopaxillus nitellinus (Fr.) Singer 1936

Nazwę polską zaproponował Władysław Wojewoda w 2003 r. (dla synonimu Rhodocybe nitellina). Po przeniesieniu gatunku do rodzaju Rhodophana jest niespójna z nazwą naukową.

## Morfologia
Kapelusz
Średnica 1–2,5 cm, kształt początkowo wypukły, potem płaskowypukły, zazwyczaj z niewielkim, zaokrąglonym garbkiem, pofałdowany. Brzeg początkowo podwinięty, potem prosty. Jest higrofaniczny. W stanie wilgotnym o barwie od pomarańczowobrązowej do czerwonobrązowej, jaśniejszy przy brzegu, półprzezroczysty, prążkowany do 2/3 promienia. W stanie suchym silnie wypłowiały, jasnobrązowawy, ale ze środkiem długo ciemniejszym. Powierzchnia gładka, naga, co najwyżej przy brzegu nieco włóknista.
Hymenofor
Blaszkowy. Blaszki w liczbie 20–40, średnio gęste, przyrośnięte lub zatokowo wykrojone, czasami zbiegające z ząbkiem, w środku nabrzmiałe, o szerokości do 4 mm. Początkowo są kremowe lub jasnobrązowe, potem różowobrązowe. Ostrza równe, tej samej barwy.
Trzon
Wysokość 2–4,5 cm, grubość 0,5–3 mm, cylindryczny, zwężający się lub poszerzający ku podstawie, często wygięty, początkowo pełny, potem pusty. Powierzchnia o tej samej barwie co kapelusz lub jaśniejsza, gładka, czasami słabo oprószona w górnej części, u podstawy woskowata, biało pilśniowa.
Miąższ
Cienki, w kapeluszu pod powierzchnią tej samej barwy co powierzchnia, w środku jaśniejszy. Ma silny, słodkawo-mączny zapach i mocno zjełczały smak.
Cechy mikroskopowe
Zarodniki o rozmiarach 7–10 × 5–5,5 μm, cienkościenne, elipsoidalne i wydłużone. Podstawki 4–sterygmowe, o rozmiarach 20–42 × 6–10 μm. Cystyd brak. Strzępki w zewnętrznej warstwie kapelusza cylindryczne, o grubości 3–7 μm. Zawierają żółtawy pigment, często delikatnie inkrustowany. We wszystkich strzępkach sprzążki.

## Występowanie i siedlisko
W Europie i Ameryce Północnej jest szeroko rozprzestrzeniony, ale rzadki. Występuje od nizin aż po piętro halne. Poza tym występuje na pojedynczych stanowiskach w Algierii i Mongolii. W polskim piśmiennictwie naukowym do 2003 r. podano tylko 2 stanowiska; w Elblągu (1916) i w Zawoi (1993). Znajduje się na Czerwonej liście roślin i grzybów Polski. Ma status R – gatunek potencjalnie zagrożony z powodu ograniczonego zasięgu geograficznego i małych obszarów siedliskowych. Znajduje się na listach gatunków zagrożonych także w Niemczech, Danii, Holandii. Jest propozycja, by w Polsce włączyć go do listy gatunków chronionych grzybów.
Saprotrof. Siedlisko: na ściółce, próchnicy i podobnych podłożach organicznych. Występuje w lasach mieszanych i iglastych, najchętniej na glebie piaszczystej.